# Дума (вестник)
Вижте пояснителната страница за други значения на Дума.
„Дума“ е съвременен български ляв всекидневник, издание на Българската социалистическа партия. Редакцията се намира в сградата на БСП на „Позитано“ 20, София.

## История
Първият брой на вестник „Дума“ излиза на 4 април 1990, макар това да не е едно истинско начало, тъй като де факто в. „Дума“ е продължител на вестниците „Работник“, „Социалист“, „Работнически вестник“ и „Работническо дело“ (най-масовия по време на социализма вестник). Като такъв приемник в началото „Дума“ се схваща тясно в смисъла си на партиен вестник на БСП (подобно на ролята на „Работническо дело“ спрямо БКП). Днес издателите му твърдят, че вестникът е безпартиен.
В-к „Дума“ преживява много перипети на безпаричие и паузи в издаването. За пръв път спира през 1998 г., когато лидер на БСП е Георги Първанов. След колапса, вестникът е поет от Димитър Иванов, бивш шеф на отдел в политическата полиция преди промените. След като и той успява да докара вестника до фалит, „Дума“ отново спира за около 3 месеца през 2001. Димитър Иванов и част от стария екип се опитват да правят нов вестник – „Република“, но начинанието им се проваля. „Дума“ е възстановен от Петър Манджуков, близък до Първанов бизнесмен-милионер. Главен редактор на вестника става Вечеслав Тунев – бивш шеф на радиото по времето на Жан Виденов. След година и половина на поста го сменя Евгений Станчев, бивш главен редактор на в. „Поглед“ – издание на Съюза на българските журналисти. Станчев е главен редактор до юли 2007 г. След него за година и три месеца и.д. главен редактор е Александър Перпелиев, преди това зам. главен редактор на вестника. От началото на септември 2008 г. вестникът е поет от друга фирма, след като Манджуков се отказва от издаването му. Напуска и Перпелиев.
Най-силните години на издаване на вестника като тираж и популярност са веднага след 10 ноември 1989 г. и свалянето на комунистическия режим (свалянето на Тодор Живков от власт и т.н.). Тогава Дума излиза начело като глас на новите социалисти (предишни комунисти) и се конкурира с в. „Демокрация“, партийно издание на опозицията – СДС. С течение на времето популярността на вестника намалява, заедно с утихване на политическите страсти в страната. От 2009 г. до април 2015 г. издател на вестник „Дума“ е бизнесмена Николай Малинов, който е и председател на Национално движение „Русофили“. Под негово ръководство тиражът на вестника се срива до под 3000 бр. дневно.
Вестникът има и електронно издание онлайн, заедно с форум за дискусии, и възможност за коментар под статиите.

## Наименование
Наименованието има по произход Ботевата „Дума“ (т.е. Вестник „Дума на българските емигранти“), смятана от издаващите вестника за „забравена от нашата журналистика“. В България се е издавал вестник „La Parole“ на френски език се превежда „дума“.
Освен това „Дума“ е кратко, ясно и съдържащо скъп за вестника символ“, както пояснява главният му редактор в началото на 1990-те години Стефан Продев.